# Regimentul I de Graniță de la Orlat
Regimentul I de Graniță de la Orlat (în germană 1. Walachen Grenzinfanterieregiment) a fost o unitate din armata imperială austriacă în cadrul Graniței Militare din Transilvania (în germană Siebenbürgische Militärgrenze), instituită în anul 1764 de autoritățile imperiale drept cordon sanitaire la frontiera sudică a Principatului Transilvania
În cel de-al treilea deceniu de domnie al împărătesei Maria Terezia, Curtea de la Viena a decis înființarea regimentelor grănicerești în Transilvania. Pentru ducerea la îndeplinire a misiunii a fost însărcinat la data de 5 iulie 1761 generalul de cavalerie Adolf Nikolaus von Buccow, al cărui proiect a fost aprobat de împărăteasă în 16 aprilie 1762.
După înființarea Regimentului II de graniță românesc cu sediul la Năsăud (Districtul Grăniceresc Năsăud), în anul 1764, s-a început constituirea Regimentului I grăniceresc român de la Orlat, operațiune ce a durat până în anul 1766 și a fost condusă de generalul Josip Siskovics. Hotărârea de înființare a fost luata în 24 februarie 1765, hotărâre ce a stat la baza întocmirii unor conscripții amănunțite ce prevedea stabilirea numărului de locuitori ce puteau fi încorporați precum și cuantumul despăgubirilor ce trebuiau să fie plătite de către autoritățile militare "proprietarilor" satelor.
Regimentul I grăniceri de la Orlat era situat la granița sudică a Transilvaniei și ocupa cel mai întins ținut în cadrul graniței militare transilvănene. El se întindea de la Porțile de Fier, peste părți ale comitatului Hunedoara, ale comitatelor Alba de Sus și Alba de Jos, în scaunele săsești de Orăștie, Sibiu, Miercurea și peste districtele Făgăraș și Brașov. Reședința sa se afla la Orlat, lângă Sibiu, iar drept centru de greutate al acestuia era prevăzut districtul Făgărașului.
Cunoscut și sub numele de „Grenzinfanterieregiment Nr. 16”, regimentul a fost reorganizat în anul 1765 și a purtat denumirea de „1. Romanen Grenzinfanterieregiment” din anul 1849, pentru ca din 1851 sa devină „Regimentul de Linie Nr.46” având Statul Major și Comandamentul de Recrutare la Szeged.

## Organizare
Regimentul I de Graniță de la Orlat avea un efectiv de circa 3000 de oameni, împărțiți în trei batalioane, care își aveau sediile la Hațeg, Orlat și Vaida-Recea. În perioadele de campanie unul dintre batalioane participa la lupte, altul era menținut în rezervă iar al treilea rămânea în țară. Fiecare dintre batalioane erau formate la rândul lor din câte patru companii, două de "stat major" și două "de rând"(obișnuite). Deoarece "compania colonelului" și-a avut sediul la Tânțari, unele surse documentare consideră această locație ca sediul inițial al regimentului și numai ulterior acesta a fost mutat la Orlat în anul 1770. Ultima sursă indică drept sediu al Regimentului I grăniceresc român, chiar orașul Brașov.
O companie cuprindea pe grănicerii care locuiau într-una sau mai multe localități, comandantul acesteia, de regulă cu gradul de căpitan, locuind în localitatea de reședință.
Compania era formată din patru plutoane, având următoarele efective:
- un căpitan sau căpitan-locotenent
- un locotenent major
- un sublocotenent
- un plutonier, căruia îi revenea sarcina de a instrui recruții, de a repartiza trupa la diferite servicii și a o pregăti pentru marș
- în cazul când în cadrul companiei era prevăzut și un sergent, acesta se îngrijea de hrana și supravegherea bolnavilor, de asigurarea pazei steagului, iar în lipsa stegarului era purtătorul de drapel
- un furier (curier) care întocmea și păstra scriptele companiei, alegea locul de tabără și asigura încatiruirea trupelor, iar în timpul luptelor asigura paza bagajelor
- o călăuză (cercetaș)
- opt caporali
- doi toboșari
- un muzicant (trompet)
- 16 fruntași
- 217 ostași de rând[5]

Numărul localităților militarizate pe teritoriul Regimentului de la Orlat nu este același la toți autorii care s-au ocupat cu această problemă. George Barițiu indică 84, cifra fiind luată din Muster-Liste a regimentului din 1777 în care se menționează că 24 dintre acestea erau militarizate în întregime și 60 numai parțial. J.H.Benigni indică 82 de localități dintre care numai 17 "granz militärisch", date preluate și de I.Manciulea, precum și de Virgil Șotropa. C.Göllner indică o dată 82 iar altădată doar 76 cu unele erori de transcriere a numelui acestora. Într-o altă lucrare de referință, numărul localităților militarizate în întregime este de 22 iar a celor "amestecate"(parțial), de 60, pentru ca o altă sursă să indice doar 79 de localități militarizate.

## Sediile companiilor regimentului

Sediul regimentului din Orlat

În 1851, la data desființării regimentului sediile garnizoanelor au fost: 
- Compania I-a: Răcăștia
- Compania a II-a: Hațeg
- Compania a III-a: Râu Alb
- Compania a IV-a: Cugir
- Compania a V-a: Jina
- Compania a VI-a: Veștem
- Compania a VII-a: Racovița
- Compania a VIII-a: Viștea de Jos
- Compania a IX-a: Lisa
- Compania a X-a: Mărgineni
- Compania a XI-a: Ohaba
- Compania a XII-a: Tânțari (azi Dumbrăvița)

## Ierarhia militară în cadrul regimentului
- Comandantul regimentului.
  - în perioada 1765-1770 avea gradul de locotenent-colonel: Obristlieutenant sau Oberstlieutenant (Oberstleutnant)
  - în perioada 1770-1851, gradul de colonel: Obrist sau Oberst

- maior: Major.
- căpitan: Hauptmann (plural Hauptleute)- în perioada 1765-1849
  - căpitan clasa I-a: Hauptmann 1. Classe (Klasse) - după 1849
  - căpitan clasa a II-a: Hauptmann 2. Classe - după 1849
- locțiitor de căpitan (căpitan-locotenent): Capitän-Lieutenant (Kapitän-Leutnant)
- locotenent-major: Oberlieutenant (Oberleutnant)
- sublocotenent: Unterlieutenant (Unterleutnant) - în perioada 1765-1849
  - sublocotenent clasa I-a: Unterlieutenant 1. Classe - după 1849
  - sublocotenent clasa II-a: Unterlieutenant 2. Classe - după 1849
- grade speciale intermediare între subofițeri și ofițeri:
  - stegar: Fähnrich - până în anul 1838
  - sublocotenent (de rang inferior): niederer Unterlieutenant - după 1838

Funcțiile ofițerilor:
- auditor/judecător: Auditor - căpitanii și maiorii
- adjutant: Adjutant - pentru ofițerii de rang inferior, mai rar stegarii
- contabil: Rechnungsführer - locotenenții-majori, ulterior și căpitanii

Funcțiile speciale ale civililor:
- medic-șef: Oberarzt - asimilat locotenent-major
- medic: Arzt - asimilat locotenent-major
- capelan sau preot militar: Feld-Caplan (Feldkaplan) sau Caplan (Kaplan)[16].

## Ofițerii români ai regimentului
- Vezi Lista Ofițerilor Români

Colonelul David Urs baron de Mărgina
Căpitanul Constantin Stezar
Căpitanul Dionisie Drăgoiu
Căpitanul Stanciu Șandru Vasile

## Fondul școlastic

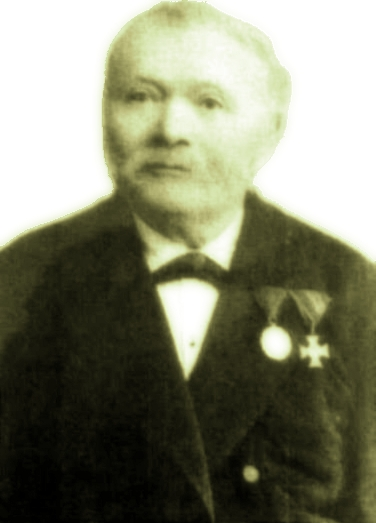
Stezar Constantin - Președinte CAFS
în perioada 12-01-1863/08-05-1871,
Vicepreședinte 08-05-1871/10-01-1872,
Președinte 10-09-1897/19:20-02-1902.

David Urs - Președinte CAFS
în perioada 8 mai 1871 - 10 septembrie 1897

Pr. Valeriu Florianu - Președinte CAFS
în perioada 3/10/1922 - 14/02/1939

Anterior anului 1851, an ce marchează desființarea regimentelor grănicerești din cadrul Graniței Militare Transilvănene, fiecare comună grănicerească a fost chemată să se pronunțe în ce privește folosirea pe viitor a "Fondului de montură". Majoritatea dintre acestea au optat pentru transformarea lui într-un "Fond Școlastic" din care să se înființeze și să se susțină școli poporale în toate localitățile locuite de foști grăniceri. Este important de precizat că la data desființării graniței militare valoarea Fondului de montură al Regimentului I de la Orlat era de 49.287 florini și 24 de cruceri, sumă însemnată pentru acele timpuri făcând comparație cu întreaga avere a comunității Racovița care abia se ridica la suma de 5.116 florini și 26 cruceri.
Hotărârea foștilor grăniceri a fost sacționată prin rescriptul împărătesc din 27 august 1861, doi ani mai târziu la data de 22-24 aprilie convocându-se la Sibiu în cancelaria "Astrei" prima ședință a reprezentanților foștilor grăniceri. Aceasta a fost condusă de către căpitanul pensionar racovicean Dionisie Drăgoiu, alegându-se primul său comitet de conducere dintre care au făcut parte și Moise Panga și notarul Ioan Măcelariu.
În data de 12 decembrie 1863 comitetul ales împreună cu președintele său, Stezar(Stejar) Constantin, a primit confirmarea guvernului țării și a fost însărcinat cu elaborarea "Statutelor" și administrarea fondului. Neaprobate de către forurile superioare în redactarea inițială, acestea au trebuit modificate primind acceptul prin rescriptul împărătesc nr.5530 din 10 martie 1871. Definind scopul "Fondului Școlastic", "Statutele" făceau părtași la el pe toți grănicerii și urmașii lor legitimi, administrarea sa urmând a se face de către "Reprezentanța generală a foștilor grăniceri", printr-un comitet ales din rândurile ei, al cărui președinte să fie confirmat de către Ministerul cultelor și instrucțiunii publice din guvernul maghiar. "Reprezentanța" urma să se întrunească o dată la trei ani la Sibiu, în prezența unui comisar regesc, ea fiind formată din câte doi deputați de fiecare fostă companie, în vârstă de cel puțin 24 de ani, persoanele alese având și garanțiile morale corespunzătoare.
Pentru administrarea locală a fiecărei școli susținute din "Fond", se prevedea alegerea unei eforii școlare subordonată direct "Comitetului administrativ al fondului școlastic"( CAFS ), prin care se repartiza sumele cuvenite acesteia. Într-un paragraf impus de către autoritățile politice superioare, "Statutele" precizau că școlile grănicerești "vor sta sub supravegherea inspectorilor școlari regești comitatensi".
Adunarea reprezentanței generale din 8 mai 1871 alege pe viață în fruntea Comitetului administrativ pe baronul David Urs de Margina. Cunoscut în cercurile guvernamentale de la Viena și Budapesta pentru bravurile sale pe câmpurile de luptă, drept unul dintre cei mai buni ofițeri ai armatei austriece, fiind decorat ca atare, Urs întreprinde măsurile necesare în vederea preluării "Fondului școlastic" de la Ministerul cultelor și inspecțiunii publice către comitetul nou ales. Intervenția sa reușeste să atragă în administrarea fondului suma de 337.914 florini, echivalentul a 675.000 de coroane. Începând din acest moment "Fondul școlastic", mai corect spus "interesele"(dobânzile) s-au împărțit în 13 părți egale a câte 700 florini fiecare, sumă ce urma să se achite anual fiecărei dintre cele foste 12 companii ale regimentului, plus "Aripei husarilor de la Dejani".
Inițial, de aceste sume au beneficiat școlile înființate în fostele localități sedii de companii, care în scurt timp au devenit focare de cultură nu numai pentru populația școlară a acestora cât și pentru cea a satelor înconjurătoare. De subliniat faptul că începând cu anul 1876, din cota cuvenită Companiei a VII-a a fost susținută și școala grănicerească din Scoreiu.
De îndată ce "Fondul școlastic" și-a început activitatea, CAFS a început organizarea școlilor din subordinea sa. La baza organizării a stat actul numit "Normativ privitor la organizarea învățământului în școlile centrale a(le) Reuniunii grănicerești din fostul regiment de graniță român I " elaborat la data de 17 septembrie 1871 și aprobat de către Reprezentanța generală din 27 septembrie 1871. Cornel Lupea indică pe renumitul pedagog transilvănean Vasile Petri, fostul elev de la Năsăud al lui Moise Panga, ca fiind principalul autor al "Normativului" deoarece în perioada 1871-1875 acesta a îndeplinit funcția de director suprem al școlilor grănicerești, concomitent cu cea de secretar al CAFS. Difuzat ulterior tuturor eforiilor școlare însoțit de explicații date atât de către Vasile Petri cât și de către David Urs, "Normativul" conținând 37 de articole, reglementa toate problemele școlilor grănicerești, începând cu caracterul lor, drepturile și obligațile elevilor precum și ale docenților, structura și durata învățământului, atributele Comitetului administrativ precum și ale eforiilor școlare etc. El a constituit o adevărată constituție a școlilor grănicerești rămânând în vigoare până în anul 1895 când școlile au fost transformate în școli comunale care, însă, erau susținute din același fond.
Rezinstând tendințelor de maghiarizare începute în 1879 și 1907 și culminate cu includerea lor în anul 1917 în așa zisa "zonă culturală maghiară", școlile grănicerești au fost preluate de statul român în 1921. "Fondul școlastic" ajuns la o valoare mai mult simbolică s-a menținut ca instituție juridică până în 1948 când a fost desființat.

## Implicările regimentului în evenimentele din 1848

Protocolul Adunării generale de la Orlat, septembrie 1848